# Graphania propria
Graphania propria är en fjärilsart som beskrevs av Walker 1856. Graphania propria ingår i släktet Graphania och familjen nattflyn. Inga underarter finns listade i Catalogue of Life.